# Rugby San Donà 2013-2014

## Eccellenza 2013-14

### Stagione regolare
| Incontro                 | Andata | Ritorno |
| ------------------------ | ------ | ------- |
| Calvisano — San Donà     | 36-0   | 35-3    |
| San Donà — I Cavalieri   | 31-15  | 3-12    |
| Viadana — San Donà       | 22-15  | 23-22   |
| San Donà — Reggio Emilia | 29-3   | 10-15   |
| San Donà — Petrarca      | 23-25  | 8-19    |
| Capitolina — San Donà    | 11-31  | 10-71   |
| Fiamme Oro — San Donà    | 33-25  | 14-19   |
| San Donà — Rovigo        | 0-33   | 3-27    |
| Mogliano — San Donà      | 28-13  | 43-6    |
| San Donà — S.S. Lazio    | 16-6   | 17-34   |

#### Risultati della stagione regolare
| Posizione | G  | V | N | P  | PF  | PS  | DP   | B | Pt |
| --------- | -- | - | - | -- | --- | --- | ---- | - | -- |
| 9ª        | 20 | 6 | 0 | 14 | 345 | 455 | -110 | 7 | 31 |

## Trofeo Eccellenza 2013-14

### Prima fase

#### Girone A
| Incontro                 | Andata | Ritorno |
| ------------------------ | ------ | ------- |
| Reggio Emilia — San Donà | 17-43  | 0-33    |
| San Donà — Petrarca      | 15-27  | 7-35    |
| San Donà — Rovigo        | 21-27  | 8-41    |

#### Risultati del girone A
| Posizione | G | V | N | P | PF  | PS  | DP  | B | Pt |
| --------- | - | - | - | - | --- | --- | --- | - | -- |
| 3ª        | 6 | 2 | 0 | 4 | 127 | 147 | -20 | 3 | 1  |